# The Bukowskies
The Bukowskies est un groupe belge de garage rock originaire de Liège, fondé en 2012 par Andrea Lafontaine et Olivier Dechamps. Leur premier album, Opium, est sorti en janvier 2015 et a été produit par Moonzoo Music (Machiavel, Vegas). Ils sortent ensuite Brown-brown en 2016,,. Leur troisième album, Youth Crime or the influence of... est acclamé par la critique musicale belge, et étrangère.

## Historique
C'est en 2012 que le groupe se forme, lorsque Olivier demande à Andrea, son ami d'enfance, de lui donner des cours de guitare. Après quelques mois d’apprentissage, ils décident de se lancer et rapidement, Thomas Monjoie se joint à eux à la batterie, suivi un peu plus tard de Guillaume Lemaire à la basse. The Bukowskies parcourt ses premières scènes au mois de juillet 2012 avant d'être rapidement repéré par le label Moonzoo.
Ils se mettent au travail avec Roland De Greef (Machiavel). S'ensuivent de longues semaines de réflexion et d'enregistrement qui déboucheront sur leur premier album, Opium, en janvier 2015.
Au-delà de ce travail de studio, c'est principalement sur la scène que les garçons font leurs armes. On note de nombreux festivals en Belgique et également une tournée en France qui passa notamment par Lyon et Paris, au Gibus, concerts à partir desquels Xavier Blanchart remplace le précédent bassiste.
Le 20 juillet 2015, ils sont invités par Mario Guccio à l'accompagner sur scène aux Francofolies de Spa. Dès lors, c'est Adrien Timmermann qui remplace Thomas Monjoie à la batterie.
Leur nouvel album est annoncé pour novembre 2016.

## Influences
Les influences du groupe sont tout d'abord d'ordre musical, avec The Libertines, Lou Reed ou encore The Strokes dont l'influence sur Andrea, l'auteur-compositeur des chansons du groupe est d'autant plus marquée par le charisme de Julian Casablancas.
L'importance de la littérature est capitale dans l'esprit et l'écriture des morceaux. Des auteurs comme Oscar Wilde, Alberto Moravia, Bret Easton Ellis sont autant de moteurs pour The Bukowskies. Une référence supplémentaire à cette culture est le nom du groupe lui-même, héritée de l'écrivain Charles Bukowski.

## Critiques
Opium a fait l'objet d'une importante couverture médiatique dès sa sortie. Fortement soutenus par Classic 21 et la RTBF, on a pu les entendre à de très nombreuses reprises sur une grande partie des radios belges.
On notera de plus une critique très positive de ce premier opus dans les principaux journaux francophones (Le Soir, La Dernière Heure, Moustique) et les magazines culturels et spécialisés (Karoo, Guido).